# Euchelus corrugatus
Euchelus corrugatus är en snäckart. Euchelus corrugatus ingår i släktet Euchelus och familjen pärlemorsnäckor. Inga underarter finns listade i Catalogue of Life.